# QH-55/J
ARROWS Tab Wi-Fi QH55/J（アローズ タブ ワイファイ QH55/J）は、富士通によって2012年10月19日に発表された、Windowsベースのタブレット型端末である。Microsoft Office 2010を搭載するFARQ55J（エフエーアール キューゴゴジェー）とOffice 2010を搭載しないFARQ55J2（エフエーアール キューゴゴジェー ツー）がある。

## 概要
これまでARROWSブランドのタブレットはAndroidのみで展開してきたが、QH55/JはARROWSブランドでは初めてのWindows 8を搭載したタブレットである。このクラスのタブレットではWindows RTを搭載しているものが多いが、Windows 8を搭載していることにより今までのWindows 7で使えるアプリが使用できるほか、Windows 8で使用できるMetroアプリも使用できる。またUSBも各周辺機器などを使用することが出来る。